# إبراهيم صادق (لاعب كرة قدم)
إبراهيم صادق (بالإنجليزية: Ibrahim Sadiq) هو لاعب كرة قدم غاني في مركز الهجوم، ولد في 7 مايو 2000 في غانا. شارك مع منتخب غانا تحت 17 سنة لكرة القدم. أما مع النوادي، فقد لعب مع نادي نوردشيلاند.

## وصلات خارجية
- إبراهيم صادق على موقع الاتحاد الأوربي (الإنجليزية)
- إبراهيم صادق على موقع قاعدة بيانات كرة القدم.إي يو (الإنجليزية)
- إبراهيم صادق على موقع Soccerway.com (الإنجليزية)